# 丰鱼岩
丰鱼岩位于广西桂林荔浦县城西南16公里的三河乡东里村，溶洞贯通九座大山，全长5.3公里。因岩内的地下河盛产油丰鱼而得名。
丰鱼岩分旱洞和暗河两部分，旱洞长2.2千米，地下河长2.3千米。镇洞之宝“定海神针”长达9.8米，径宽14厘米。岩中小厅连大厅，最大厅有25500多平方米。丰鱼岩已开放四个部分：
1. 洞内陆地观赏景区，全长2.2公里，洞中石笋、石柱、石幔林立，其中宝塔王国、天堂奇观、蓬莱仙境等景点。
2. 洞内暗河漂游观赏区，全长1.3公里，乳石千姿百态、神秘怪异，可乘舟游览。
3. 洞内大厅文化娱乐景区达2万多平方米，在彩灯下显得辉煌壮丽，设有歌舞厅。
4. 民族风情、人工湖水上乐园游览景区，建有靠山的民族特色度假山庄，内有民族风情表演。

洞内设有暗河神秘之旅，分A、B两段。A段1.3千米，有三峡两洞九重天。B段长1千米，这里有薄如蝉翼的石头，飞珠溅玉的清泉，美若彩虹的银滩。